# Maasdonk
Maasdonk  è stata una municipalità dei Paesi Bassi di 11 219 abitanti situata nella provincia del Brabante Settentrionale. Soppressa il 31 dicembre 2014, il suo territorio è stato suddiviso tra i comuni di Oss e 's-Hertogenbosch.